# Mura di Sorano

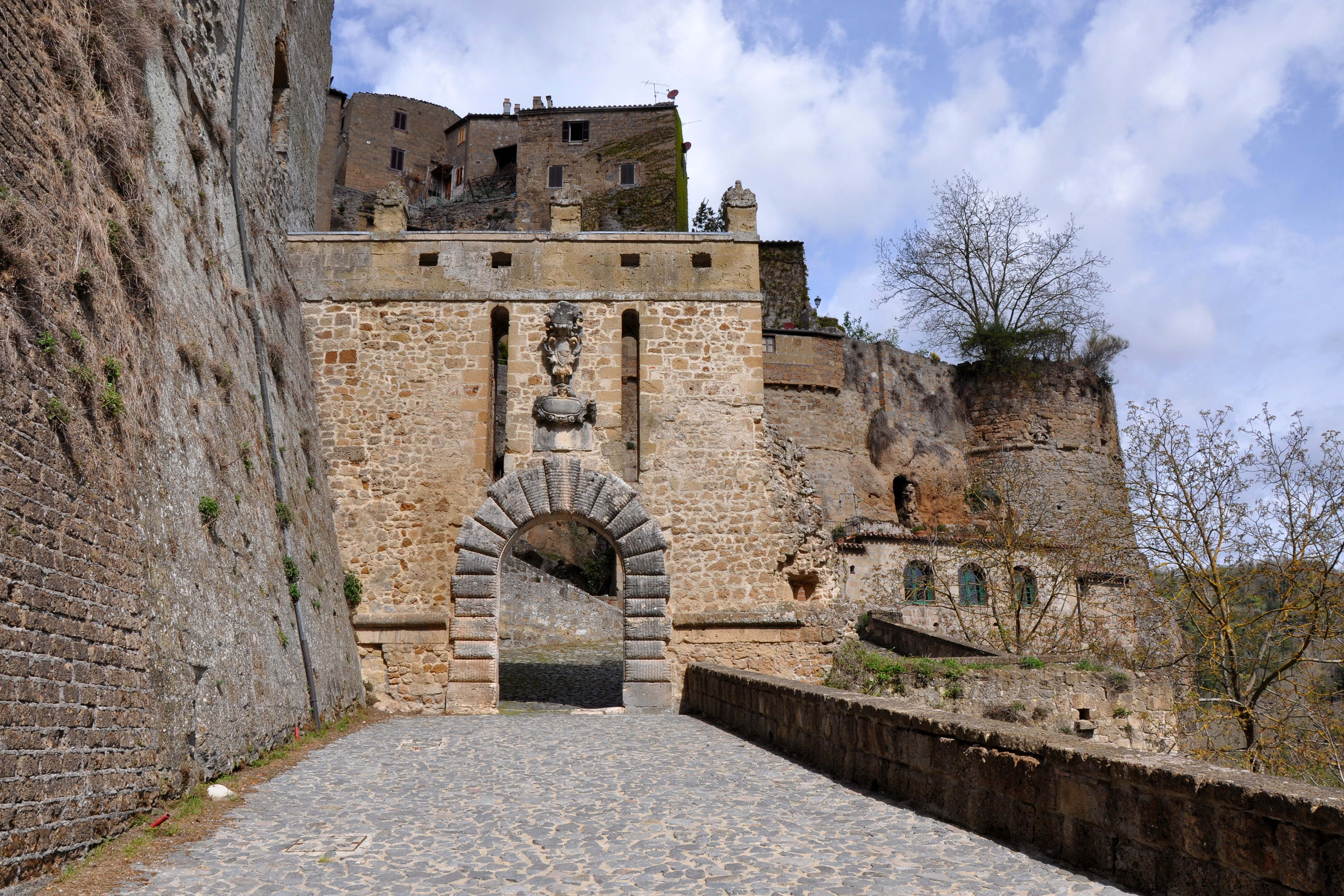
La porta dei Merli

Le mura di Sorano costituiscono il sistema difensivo dell'omonimo borgo di origini medievali.

## Storia
Una primitiva cinta muraria venne costruita dagli Aldobrandeschi durante il XII secolo, al fine di rendere inespugnabile l'insediamento medievale che si stava sviluppando in quel periodo. La realizzazione del sistema murario difensivo fu facilitata dall'orografia del territorio su cui sorge il borgo di Sorano; le ripidi alture non resero necessaria, infatti, la realizzazione di una cortina muraria priva di soluzioni di continuità.
Sull'altura più elevata la cinta muraria andò ad incorporare il complesso della Rocca aldobrandesca, che dall'alto dominava l'intero abitato di Sorano. Da lì, la cortina muraria discendeva verso il basso per poi risalire sull'altra altura su cui si sviluppa il borgo, per poi ridiscendere e salire nuovamente sul lato opposto della rocca.
In epoca rinascimentale gli Orsini rafforzarono ulteriormente l'antica rocca che, assieme al palazzo Orsini di Pitigliano, divenne la sede del loro potere che esercitavano nella loro contea. L'ampliamento della fortificazione trasformò il complesso nell'attuale fortezza Orsini. Durante la dominazione ursinea furono inoltre restaurate le due porte di accesso al borgo.
In epoca granducale, i Lorena realizzarono alla sommità dell'altra altura la seconda fortificazione di Sorano, che fu denominata Masso Leopoldino. Nonostante le origini settecentesche, il complesso è ben integrato con i primitivi elementi stilistici medievali e con quelli dei restauri di epoca rinascimentale.

## Descrizione
Le mura di Sorano si presentano, nel loro complesso, come un imponente sistema difensivo caratterizzato dalla presenza di due imponenti fortificazioni (fortezza Orsini e Masso Leopoldino) due porte di accesso al borgo (porta di Sopra e porta dei Merli) e vari tratti di cortine murarie che spesso sono incorporate nelle mura perimetrali esterne di alcuni edifici del centro storico. I tratti delle cortine murarie discendenti dalla fortezza Orsini presentano un tratto di soluzione di continuità nella zona in cui è ubicata la strada provinciale.
Gran parte delle strutture difensive sono state realizzate in conci di tufo, tra cui sono frammisti alcuni elementi bugnati e in travertino che decorano le parti più pregevoli.